# Daimler M9456
Il Daimler 9456 è un motore a scoppio prodotto in diverse varianti dal 1924 al 1926 dalla Casa automobilistica tedesca Daimler per il suo marchio automobilistico Mercedes. Dal 1926, dopo la fusione tra Daimler e Benz, e la conseguente nascita della Daimler-Benz, il motore M9456 è stato prodotto da quest'ultima per il neonato marchio Mercedes-Benz, fino al 1928 per la produzione di serie e fino al 1933 per l'impiego in campo agonistico.

## Storia
Questo motore è stato uno dei primi motori prodotti dall'indimenticabile dott. Ferdinand Porsche durante il suo periodo di collaborazione alla Daimler-Benz. Questi era arrivato poco tempo prima per sostituire Paul Daimler, figlio di Gottlieb Daimler, altro grande personaggio del periodo pionieristico dell'automobile.

All'epoca la Mercedes-Benz non esisteva ancora, sarebbe nata solo di lì a due anni, ma il motore M9456 sarebbe stato impiegato anche nei modelli di produzione del futuro marchio tedesco. Ciononostante, dato il suo concepimento in era Mercedes e non Mercedes-Benz, questo motore non viene considerato tra i primi motori del nuovo marchio, bensì tra gli ultimi del vecchio.

Un discorso analogo va fatto per il 4 litri M836, che ha conosciuto un destino simile.

## Caratteristiche
In generale, le caratteristiche del motore Daimler M9456 sono le seguenti:
- architettura generale a 6 cilindri in linea;
- basamento e testata  in ghisa;
- monoblocco di tipo sottoquadro;
- alesaggio e corsa: 94x150 mm;
- cilindrata: 6240 cm³;
- testata a due valvole per cilindro;
- distribuzione ad un albero a camme in testa;
- rapporto di compressione: 4.7:1;
- alimentazione a carburatore;
- sovralimentazione mediante un compressore volumetrico Roots;
- potenza massima: 140 CV a 3100 giri/min;
- applicazioni:
  - Mercedes 24/100/140 PS (1924-26);
  - Mercedes-Benz Typ 630 (1926-29);
  - Mercedes-Benz Typ 630 Kurz (1926-28).

Il motore Daimler M9456 è stato proposto anche in una variante leggermente più potente. Qui il rapporto di compressione sale a 5:1, mentre la potenza massima (con compressore inserito) sale a 160 CV. Questo motore ha equipaggiato le ultime Mercedes-Benz Typ 630 e le Typ 630 K prodotte dal 1928 al 1929.

Il motore Daimler 9456 è stato sostituito sia dai motori M06 che dal motore M07. Dal motore M9456 sarebbe stato derivato anche il motore M9856, sempre della Daimler, della cubatura di 6.8 litri ed utilizzato sulle prime Mercedes-Benz Typ S W06.

## Applicazioni in campo agonistico
Il motore M9456 è stato impiegato con successo anche in campo agonistico, ed addirittura per un periodo più prolungato, protrattosi dal 1927 al 1933. In particolare sono esistiti due motori derivati dall'unità M9456 ed utilizzati nelle competizioni. Tali motori sono nati da profonde rivisitazioni del M9456 di serie, tali da mutarne le principali caratteristiche costruttive, tra cui la cilindrata. Uno dei due motori era da 6.6 litri, mentre l'altro era da 6.8 litri (da non confondere con il 6.8 litri M9856). Entrambi hanno equipaggiato due evoluzioni del modello K utilizzate in ambito sportivo. Una di esse, la 25/130/220 PS è stata per la cronaca l'ultima evoluzione sulla base di un modello K, a sua volta evoluzione del modello Typ 630. Di seguito sono riportate le caratteristiche relative a questi due motori:
| Variante N° | Alesaggio | Corsa | Cilindrata | Rapporto di compressione | Potenza max (CV/rpm) | Applicazioni                          | Anni di produzione |
| ----------- | --------- | ----- | ---------- | ------------------------ | -------------------- | ------------------------------------- | ------------------ |
| 1.          | 98        | 145   | 6562       | 5.2                      | 220/3100             | Mercedes-Benz 25/130/220 PS Typ 660 K | 1927-33            |
| 2.          | 100       | 145   | 6830       | 6                        | 270/3300             | Mercedes-Benz 26/140/180 PS Typ 680 K | 1927-28            |